# Chiesa della Natività della Beata Vergine Maria (Castione della Presolana)
La chiesa della Natività della Beata Vergine Maria  è la parrocchiale di Bratto, paese del comune di Castione della Presolana in provincia e diocesi di Bergamo, facente parte del vicariato di Clusone-Ponte Nossa.

## Storia
La chiesa di Bratto fu separata da quella intitolata a sant'Alessandro di Castione della Presolana, con decreto dell'11 maggio 1872 del vescovo di Bergamo monsignor Pietro Luigi Speranza, innalzandola a parrocchia, conseguente al decreto reale che era stato emesso il 30 dicembre 1871 dove veniva assegnato un parroco che veniva pagato direttamente dalla comunità parrocchiale.
La posa della prima pietra per la costruzione di un nuovo edificio di culto progettato dall'architetto Camillo Galizzi, fu benedetta dal vescovo Luigi Maria Marelli. I lavori furono ufficialmente terminati il 5 agosto 1927 con la prima benedizione del monsignore Davide Re delegato del vescovo di Bergamo.
Il 17 agosto 1937 la chiesa fu nuovamente consacrata da vescovo Adriano Bernareggi e dedicata alla Natività della Vergine.
La chiesa necessitò di ulteriori lavori. Negli anni Sessanta del Novecento fu innalzata la torre campanaria completa del concerto di campane e dell'orologio a funzionamento automatico. E alla fine del XX secolo furono eseguiti lavori di mantenimento e di decorazione.
Con decreto del 27 maggio 1979 del vescovo Giulio Oggioni la chiesa fu inserita nel vicariato locale di Clusone-Ponte Nossa.

## Descrizione
L'edificio di culto è preceduto da un piccolo sagrato che collega la chiesa sui tre lati alla sede stradale. La facciata, in muratura in sacco a spacco, caratteristica del periodo e dell'architetto Galizzi che aveva realizzato molte opere sul territorio della val Seriana, è anticipata da un ampio porticato con tre aperture ad arco. La parte superiore ospita un'ampia finestra atta a illuminare l'interno della chiesa.
L'interno a navata unica con volta a botte, è molto semplice e si collega con la zona presbiteriale di dimensioni minori, da tre gradini. La parte è illuminata da un'apertura lunettata posta sul coro absidato con loggiato e l'affresco raffigurante la crocifissione.
La sagrestia conserva tre dipinti raffiguranti i santi Francesco Saverio, san Bonaventura e san Carlo Borromeo, opere che per stile sono state attribuite al pittore clusonese Antonio Cifrondi realizzate intorno alla metà del Settecento.